# Никольский (Татарстан)
Никольский — посёлок в Верхнеуслонском районе Татарстана. Входит в состав Набережно-Морквашского сельского поселения.

## География
Находится в западной части Татарстана на расстоянии приблизительно 11 км на юго-запад по прямой от районного центра села Верхний Услон вблизи автомобильной дороги Казань-Ульяновск.

## История
Основан в 1920 году.

## Население
Постоянных жителей было в 1920 году — 66, в 1926 — 92, в 1938 — 541, в 1949 — 376, в 1958 — 200, в 1970 — 253, в 1979 — 155, в 1989 — 103. Постоянное население составляло 97 человек (татары 39 %, русские 33 %, чуваши 28%) в 2002 году, 106 — в 2010.